# 21449 Hemmick
21449 Hemmick è un asteroide della fascia principale. Scoperto nel 1998, presenta un'orbita caratterizzata da un semiasse maggiore pari a 2,3006952 UA e da un'eccentricità di 0,0450374, inclinata di 3,22225° rispetto all'eclittica.